# ديلم

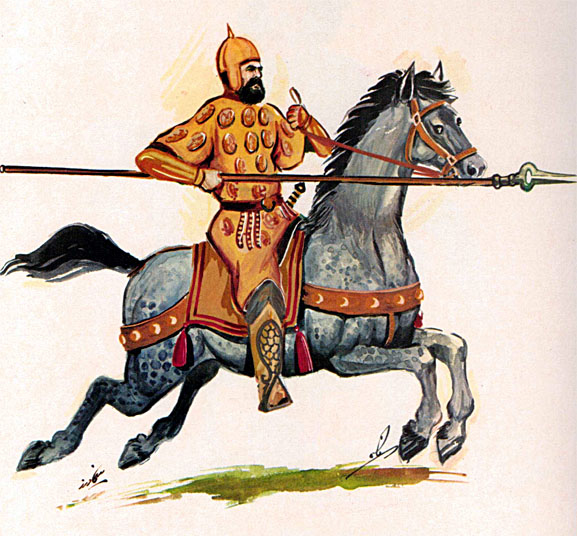
جندي ديلمي.

الديلم أو الديالمة، هم إحدى الشعوب الإيرانية التي عاشت في شمال الهضبة الإيرانية، وقد جاء ذكرهم على ألسنة المؤرخين حتى حقبة بدايات انتشار الإسلام. ويذكر أنهم كانوا يتحدثون لغة من فروع اللغات الإيرانية الشمالية الغربية.

## التاريخ
أسس البويهيون أحد أهم سلالات الديلم التي حكمت إيران والعراق. وقد كان لهم دور مهم في الدولة الساسانية. وقد امتد وجود الديلميين في بلاد ما بين النهرين (العراق). أسلم الديلميون مبكراً وأحسنوا إسلامهم وشاركوا مع المسلمين العرب في قتال الفرس. فيقول أبو مسعود عن المدائني قال: كان كسرى أرسل إلى جيلان فأتى أربعة آلاف رجل من الديلم. وكانوا خدمه وخاصته، ثم كانوا على تلك المنزلة بعده وشهدوا القادسية. فلما قتل رستم وانهزم المجوس اعتزلوا وقالوا: ما نحن كهؤلاء، ولا لنا ملجأ، وأثرنا عندهم غير جميل، والرأي لنا أن ندخل معهم في دينهم فنعز بهم.
يوجد العديد من النظريات حول ما انتهى به أبناء هذا الشعب؛ النظرية تقول إن شعب الجيلانيين هم أحفاد شعب الديلم حيث إن الإيرانيين يسمون الجيلانيين الديلمي.
بلاد الديلم أو بلاد جيلان تقع في الجنوب الغربي من شاطئ بحر الخزر سهلها للجبل وجبالها للديلم وقصبتها روزبار.

خريطة تظهر الديلم (أقصى اليمين) تحت الإمبراطورية الساسانية.

كانت في القديم إحدى الإيالات الفارسية إلا أن أهلها لم يكونوا من العنصر الفارسي بل عنصر ممتاز يطلق عليه اسم الديالمة أو الجيليين. ولما أذن عمر بن الخطاب بالانسياح في بلاد العجم كانت بلاد الديلم مما فتحه المسلمون واستمر الديلم خاضعين للحكم الإسلامي مع بقائهم على وثنيتهم ولم يكن استيلاء المسلمين عليهم مما ينقص من شجاعتهم أو يفقدهم جنسيتهم. وكانت تجاورهم بلاد طبرستان وأكثر أهلها دانوا بالإسلام وكان بين الديالمة والطبريين سلم وموادعة.
على هذا كان الحال في صدر الدولة العباسية فلا الديالمة تحدثهم أنفسهم بالخروج إلى بلاد المسلمين ولا المسلمون يحدثون أنفسهم بالتوغل في بلادهم حتى كانت حادثة إقطاع المستعين محمد بن طاهر تلك القطاع التي يقرب بعضها من ثغور طبرستان وأراد رسول ابن طاهر أن يستلمها ومعها الأرض التي كانت مرافق لأهل تلك النواحي فامتنع من ذلك أهل طبرستان وأظهروا العصيان لمحمد بن طاهر ورؤوا أن ذلك لا يتم إلا أن يكون على رأسهم رجل يدينون بطاعته فاتفقوا على الحسن بن زيد الذي قدمنا حديثه في خلافة المستعين وكان مقيماً بالري فراسلوه فأقبل إليهم فبايعوه وطلبوا من الديلم أن يساعدوهم على عمال ابن طاهر فبذلوا لهم ما طلبوا من المساعدة لإساءة كانت من عمال ابن طاهر إليهم. استولت هذه القوة على مدن طبرستان ثم الري و جرجان ولم يزل الحسن مدبر أمرهم حتى مات سنة 271 ثم ولي أخوه ومحمد بن زيد وكانت مدته مضطربة حتى قتل سنة 287 وكان وجود الحسن بن زيد وأخيه في تلك البلاد سبباً لمواصلة أهل الديلم وشيوع الدعوة الإسلامية بينهم.
بعد ذلك دخل بلاد الديلم الحسن بن علي الملقب بالأطروش وأقام بينهم ثلاث عشرة سنة يدعوهم إلى الإسلام ويقتصر منهم على العشر ويدفع عنهم عدوهم فأسلم منهم خلق كثير واجتمعوا عليه وبنى في بلادهم المساجد.
وتوفي الأطروش سنة 304 وكان يلقب بالناصر للَّه وكان له من الأولاد الحسن وأبو القاسم والحسين وكان الحسن مغاضباً له فلم يوله شيئاً وولى ابنيه الآخرين فكانت طبرستان في أيديهم بمعونة الحسن بن القاسم الداعي.
كان من أهم مقاصد ابن بويه المسير إلى العراق بعد الاستيلاء على واسط فصار أحمد ابن بويه يسير إلى واسط ثم يعود عنها حتى كاتبه قواد بغداد يطلبون إليه المسير نحوهم للاستيلاء على بغداد فوصلها في11 جمادى الأولى سنة 334 والخليفة بها هو المطيع لله (حكم 334-363 هـ) فقابله واحتفى به وبايعه أحمد وحلف كل منهما لصاحبه هذا بالخلافة وذاك بالسلطنة وفي هذا اليوم شرف الخليفة بني بويه بالألقاب فلقب علياً صاحب بلاد فارس عماد الدولة وهو أكبرهم ولقب الحسن صاحب الري والجبل ركن الدولة ولقب أحمد صاحب العراق معز الدولة وأمر أن تضرب ألقابهم وكناهم على النقود.
وكان يخطر ببال معز الدولة أن يزيل اسم الخلافة أيضاً عن بني العباس ويوليها علوياً لأن القوم كانوا شيعة زيدية لأن التعاليم الإسلامية وصلت إليهم على يد الحسن بن زيد ثم على يد الحسن الأطروش وكلاهما زيدي فكانوايعتقدون أن بني العباس قد غصبوا الخلافة وأخذوها من مستحقيها ولكن بعض خواصه أشار عليه ألا يفعل وقال له إنك اليوم مع خليفة تعتقد أنت وأصحابك أنه ليس من أهل الخلافة ولو أمرتهم بقتله لقتلوه مستحلين دمه ومتى أجلست بعض العلويين خليفة كان معك من تعتقد أنت وأصحابك صحة خلافته فلو أمرهم بقتلك لفعلوا فأعرض عما كان قد عزم عليه وأبقى اسم الخلافة لبني العباس.

## شخصيات من الديلم
- فيروز الديلمي: وهو صحابي جليل قتل أبو الاسود العنسي مدعي النبوة.
- أحمد بن بويه الديلمي (معز الدولة) : من أمراء الديلم ملك بغداد سنة 945 م وحكمها وأعلن نفسه حامي الخلافة.
- مسلم بن معاوية الديلمي : صحابي شهد بدراً وأُحدا والخندق مع المشركين، أسلم فيما بعد، وشهد فتح مكة وحنينا، وحج مع أبي بكر سنة تسع، وشهد حجة الوداع.
- الدكتور عبد الوهاب بن لطف الديلمي (ذمار 1938-) هو وزير العدل اليمني السابق، اشتهر محلياً بالفتوى الشهيرة فتوى الديلمي خلال حرب 1994 الأهلية في اليمن.
- عضد الدولة الديلمي : كان احد اقوى حكام الدولة البويهية و الذي توسع في جرجان و طبرستان [3] و الحجاز [4] و الشام [5] و خضعت له ملوك الروم [6]